# Безименният град
„Безименният град“ е разказ, написан от Хауърд Лъвкрафт през януари 1921 година. Публикуван е за първи път в любителското списание The Wolverine през ноември същата година и обикновено се приема за първи в поредицата „Митът за Ктхулу (Ктулу)“.
В България, разказът е публикуван за първи път през 1991 г., като част от сборника „Дебнещият страх“, на издателство „Орфия“.
 Внимание:  Текстът по-долу разкрива сюжета на произведението (или части от него)!
Повествованието се води от безименен разказвач-пътешественик, който разказва за град, толкова древен, че за него се говори само в старинни забравени ръкописи. Този град обаче има тунели, които водят дълбоко под земята – към обиталищата на ужасна раса, чиито пазител е Ктхулу.